# Charles Warlomont
Charles Léon Wilhelm Warlomont (Brussel, 18 november 1857 – Boma, 2 februari 1888) was een Belgisch militair en koloniaal. Hij liet een waardevol dagboek na over de pioniersjaren van de Onafhankelijke Congostaat, postuum gepubliceerd door zijn broer Max Waller.

## Leven
Charles was het derde kind van de briljante oftalmoloog Évariste Warlomont. Na weinig overtuigende middelbare studies, onder meer op de kostschool van de jezuïeten in Namen, verving hij op 18-jarige leeftijd zijn oudste broer René in het leger. Hij bracht het in 1880 tot onderluitenant in het 9e regiment de Ligne en in 1885 tot luitenant bij de grenadiers. Gebukt onder schulden die zijn familie niet wilde aanzuiveren, scheepte hij op 2 februari 1887 in op de Lys met bestemming Boma. Na zijn aankomst op 19 maart was hij eerst secretaris van Louis Valcke, die toen de functie van administrateur-generaal waarnam. Daarna nam hij dienst in de Force Publique onder de Zweed Dannfelt om de karavaanroute Vivi-Manyanga te beveiligen. Op 2 augustus werd hij adjunct van Emile Francqui in Lukungu. Teruggeroepen naar Boma, trad hij op Kerstdag in dienst van Léon Roget, commandant van de Force Publique. Op 7 januari 1888 werd Warlomont bevorderd tot openbaar aanklager bij de Krijgsraad. Minder dan een maand later bezweek hij aan de gevolgen van de zonneslag.

## Dagboek en correspondentie
Door toedoen van zijn broer Max Waller verschenen de Congolese dagboeknotities die Warlomont tijdens zijn verblijf maakte in La Nation. Kritische, schokkende of anderszins gevoelige passages liet Waller weg. Na de dood van Charles publiceerde hij de dagboeken en brieven in hun geheel, zij het opnieuw fors geredigeerd. Hij schreef ook Brigitte Austin, een nogal middelmatige roman waarin de ervaringen van Charles mee vormgeven aan het hoofdpersonage. Onmiddellijk daarna stierf Waller. Het boek verscheen in 1930 in La Revue nouvelle, met weglating van passages die de waarachtigheid van de Belgische "beschavingsmissie" in vraag stelden. In 1997 zijn de ongecensureerde dagboeken, brieven en roman uitgegeven in een kritische editie. Ze tonen iemand die niet vrij was van de vooroordelen van zijn tijd en zich in een brief aan zijn vader zelfs onomwonden uitsprak voor het invoeren van de slavernij voor zwarten, onder verwijzing naar Jérôme Becker en aanvoerend dat het anders niet mogelijk zou zijn de Beneden-Congolese spoorlijn binnen een redelijke termijn aan te leggen.

## Publicatie
- Correspondance d'Afrique. Ouvrage posthume avec une préface de Max Waller, 1888, 143 p.